# Championnat d'Europe de baseball 2005
Navigation
Édition précédente Édition suivante
Le championnat d'Europe de baseball 2005, vingt-neuvième édition du championnat d'Europe de baseball, a lieu du 7 au 18 juillet 2005 à Blansko, Choceň, Olomouc et Prague, en République tchèque. Il est remporté par les Pays-Bas.